# This Is Where I Came In
《This Is Where I Came In》是Bee Gees的第20張原創專輯，也是他們的最後一張全部都是新歌的專輯。發行於2001年，不久後的2003年莫里斯·吉布病逝，從此Bee Gees就停止了運作。專輯中的主打歌《"This Is Where I Came In"》就說是表現了Bee Gees樂隊的生涯，曾登上英國音樂排行榜第18位。

## 簡介
吉布三兄弟在專輯中都有其主唱的歌曲，例如：巴里·吉布主唱《"Loose Talk Costs Lives"》，羅賓·吉布主唱《"Embrace"》，而莫里斯·吉布則主唱《"Man in the Middle"》。
這張專輯包含了許多音樂流派的歌曲。《"This Is Where I Came In"》的和獨立搖滾主題與Bee Gees1960年代的歌曲比較相似；《"She Keeps on Coming"》和《"Voice in the Wilderness"》則屬於強搖滾歌曲；《"Sacred Trust"》、《 "Just in Case"》和《"Wedding Day"》延續了Bee Gees一貫的細膩愛情歌曲的風格。羅賓的兩首歌曲，《"Embrace"》和《"Promise The Earth"》是歐洲流行音樂風格的舞曲。最與眾不同的是《"Technicolor Dreams"》，是向1930年代叮砰巷致敬的歌曲。
Bee Gees在演唱會Live By Request中曾演唱過其中幾首歌。

## 歌曲列表
1. "This Is Where I Came In" – 4:56（巴里／羅賓／莫里斯）
2. "She Keeps On Coming" – 3:57（巴里／羅賓／莫里斯）
3. "Sacred Trust" – 4:53（巴里）
4. "Wedding Day" – 4:43（巴里／羅賓／莫里斯）
5. "Man In The Middle" – 4:21（莫里斯）
6. "Deja Vu" – 4:19（羅賓）
7. "Technicolor Dreams" – 3:04（巴里）
8. "Walking On Air" – 4:05（巴里／莫里斯）
9. "Loose Talk Costs Lives" – 4:19（巴里）
10. "Embrace" – 4:43（羅賓）
11. "The Extra Mile" – 4:21（巴里／羅賓／莫里斯）
12. "Voice in the Wilderness" – 4:38（巴里／羅賓／莫里斯）
13. "Just In Case"* – 4:23（巴里／羅賓／莫里斯）
14. "Promise The Earth"* – 4:29（羅賓）

*澳洲／英國發行版的額外歌曲